# Prudential
Prudential este o companie britanică de asigurări cu peste 21 milioane de clienți la nivel internațional.